# Arabella Spencer-Churchill
Pour les articles homonymes, voir Spencer-Churchill.
Arabella Spencer-Churchill (30 octobre 1949 à Londres – 20 décembre 2007 à Glastonbury) est une personnalité anglaise connue pour sa participation à des œuvres de bienfaisance.
En 1971, elle a joué un rôle majeur dans le développement du festival de Glastonbury. En 1979, elle a créé le Domaine de l'enfance et le Festival du Théâtre Espace. Jusqu'à sa mort, elle a dirigé le Théâtre et le cirque Fields. Elle a également fondé et dirigé la Children's World charity.

## Biographie
Elle est née à Londres, de Randolph Churchill (fils de Winston Churchill, né en 1874) et de sa seconde femme, June Osborne. Elle est également la demi-sœur du "petit" Winston Churchill (1940-2010). Elle apparaît à l'âge de deux ans dans la photo de groupe de ses grands-parents et cousins Soames visible à la National Portrait Gallery.
Elle fait ses études à la Fritham School, une école de filles, puis à Ladymede près d'Aylesbury, où elle est excellente élève. Elle a ensuite travaillé dans un organisme de charité pour les lépreux puis brièvement à la London Weekend Television.
En 1954, elle apparaît sur la couverture du magazine Life comme une épouse potentielle du prince Charles. En 1967 elle participe au Bal des débutantes et rencontre en Amérique la famille Kennedy et Martin Luther King. On lui a aussi prêté une romance avec le futur roi Charles XVI Gustave de Suède. En 1971, elle est invitée à représenter la Grande-Bretagne à l'Azalea Festival international de Norfolk, en Virginie, lié à l'OTAN. Elle refuse, se proclamant pacifiste et opposée à la course aux armements, ce qui soulève un tollé venant d'une petite-fille de Churchill.
Au cours des années 1970, elle adhère au mouvement hippie, habite un temps dans un squat et travaille plus tard dans une ferme. Elle n'accorde que peu d'interviews, dont une au magazine Rolling Stone.
En 1972, elle se marie avec Jim Barton dont elle a un fils en 1973, Nicholas Jake. En 1987, elle rencontre son second mari, le jongleur Haggis McLeod. Ils ont une fille, Jessica en 1988.
Elle meurt le 20 décembre 2007 à Glastonbury, à l'âge de 58 ans. Elle souffrait depuis quelques années d'un cancer du pancréas et refusait tout traitement que ce soit chimiothérapie ou radiothérapie à cause de ses convictions bouddhistes.